# Zeriassa spinulosa
Espèce
Zeriassa spinulosa est une espèce de solifuges de la famille des Solpugidae.

## Distribution
Cette espèce se rencontre au Kenya et en Éthiopie.

## Description
Le mâle mesure 14 mm et la femelle 16 mm.

## Publication originale
- Pocock, 1898 : On the scorpions, spiders and solpugas collected by Mr C. Stuart Betton in British East- Africa. Proceedings of the Zoological Society of London, vol. 1898, p. 497-524 (texte intégral).